# 박원국
박원국은 대한민국의 텔레비전 드라마 연출감독이다.

## 드라마
- 2014년 MBC 드라마페스티벌 2014 《터닝포인트》 ... 연출
- 2015년 MBC 일일특별기획 《딱 너 같은 딸》 ... 공동연출
- 2015년 MBC 수목 미니시리즈 《달콤살벌 패밀리》 ... 공동연출
- 2016년 MBC 일일드라마 《워킹맘 육아대디》 ... 공동연출
- 2017년 MBC 수목 미니시리즈 《군주 - 가면의 주인》 ... 공동연출
- 2019년 MBC 월화 미니시리즈 《특별근로감독관 조장풍》 ... 연출
- 2022년 tvN 월화 미니시리즈 《조선 정신과 의사 유세풍》 ... 연출
- 2023년 tvN 수목 미니시리즈 《조선정신과의사유세풍2》 ... 연출
- 2024년 tvN 월화 미니시리즈 《내 남편과 결혼해줘》 ... 연출